# Jewels (balletto)
Jewels è un balletto in tre parti realizzato da George Balanchine su musiche di tre diversi musicisti, Gabriel Fauré, Igor Stravinskij e Pëtr Il'ič Čajkovskij, messo in scena per la prima volta a New York nel 1967.
Privo di funzioni narrative, costituisce un esempio di danza pura, astratta.

## Storia della sua creazione
Jewels è una delle più importanti realizzazioni di George Balanchine; il coreografo, da quel che dichiarava lui stesso,  trovò ispirazione per questo balletto passeggiando per la Quinta Strada, dove si affacciano meravigliose vetrine di gioiellieri da cui rimase affascinato e dopo una successiva visita da Van Cleef & Arpels, celebri creatori di gioielli. Qualche tempo dopo, il famoso coreografo ebbe l'idea di creare un trittico, dedicato alle grandi scuole di danza che avevano influenzato il suo percorso ballettistico: il Teatro Mariinskij dove aveva fatto il suo apprendistato, l'Opéra di Parigi e il New York City Ballet, compagnia da lui fondata. Balanchine pensò di realizzare un balletto vestendo i danzatori come fossero delle pietre preziose, diamanti, smeraldi e rubini, avvalendosi dell'opera della costumista Barbara Karinska; le scene furono idate da Peter Harvey e le luci realizzate da Ronald Bates. La prima rappresentazione ebbe luogo il 13 aprile 1967 allo State Theatre di New York con il New York City Ballet; interpreti principali furono Violette Verdy, Conrad Ludlow, Mimi Paul, Francisco Moncion, Patricia McBride, Edward Villella, Patricia Neary, Suzanne Farrell, Jacques d'Amboise.
Anche se Jewels non è mai stato rappresentato dalle tre compagnie riunite, come avrebbe auspicato Balanchine, il balletto nella sua interezza fa comunque parte del loro repertorio: dal 1999, è entrato nel repertorio del Mariinskij; nel 2000, in quello dell'Opéra National de Paris. In ogni caso, solisti di ciascuna scuola l'hanno interpretato insieme in occasione di una edizione del Festival del Mariinskij.
Altre compagnie hanno inserito Jewels nel loro repertorio, in particolare il Balletto di Amburgo, il Miami City Ballet, il Cincinnati Ballet, il San Francisco Ballet, il Royal Ballet. Il 21 aprile 2004 è stato rappresentato a Torino al Teatro Regio con un sontuoso allestimento nella sua tournée europea dal Teatro Mariinskij.

## Argomento e realizzazione
Il balletto è senza trama e vuole essere un'esemplare realizzazione di passi a due, di danze d'insieme, di variazioni che esprimono tutte le grandi esperienze di danza e di scuola che Balanchine ha concentrato nella sua vita di ballerino e coreografo.
- Smeraldi (Emeralds) è stato pensato come un omaggio poetico alla scuola romantica francese, custodita dalla scuola dell'Opéra de Paris, ed è tradizionalmente eseguito dalle ballerine con dei tutù lunghi, come nei balletti francesi di epoca romantica (Giselle, La sylphide, etc). Questa prima parte è danzata da due coppie, tre solisti e dieci ballerine.
- Rubini (Rubies), di stile più moderno, vuole essere l'erede della tradizione americana, ispirato al New York City Ballet e al musical di Broadway; in scena vi sono una coppia di danzatori, una solista e il corpo di ballo misto.
- Diamanti (Diamonds), la parte pià grandiosa, si ispira allo stile, al gran virtuosismo e ai grandi balletti classici della danza russa: tutti elementi cui si deve la celebrità della scuola del Teatro Mariinskij. La realizzazione è a opera di una coppia, di un gruppo di solisti e del corpo di ballo completo.[1]

### Musica
- Smeraldi (Emeralds): estratti da Pelléas et Mélisande (1898) e Shylock (1890) di Gabriel Fauré.
- Rubini (Rubies): Capriccio per pianoforte e orchestra (1929) di Igor Stravinskij.
- Diamanti (Diamonds): Sinfonia in re maggiore Polacca op. 29 (1875) di Pëtr Il'ič Čajkovskij, ma senza il primo movimento.